# Bomdila
Bomdila är en ort i Indien.   Den ligger i distriktet West Kameng och delstaten Arunachal Pradesh, i den östra delen av landet, 1 500 km öster om huvudstaden New Delhi. Bomdila ligger 2 507 meter över havet och antalet invånare är 7 121.
Terrängen runt Bomdila är huvudsakligen bergig, men den allra närmaste omgivningen är kuperad. Bomdila ligger uppe på en höjd som går i öst-västlig riktning. Runt Bomdila är det ganska glesbefolkat, med 50 invånare per kvadratkilometer. Det finns inga andra samhällen i närheten. I omgivningarna runt Bomdila växer i huvudsak blandskog.